# Juste-Nathan François Boucher
Juste-Nathan François Boucher est un architecte et peintre d'ornement français du XVIIIe siècle, fils du peintre de Louis XV, François Boucher.
Le musée des beaux-arts de Lyon conserve de lui le décor d'une maison de campagne lyonnaise : La Norenchal.